# Commins Menapi
Commins Menapi (18 de septiembre de 1977-17 de noviembre de 2017) fue un jugador y entrenador de fútbol salomonense, que se desempeñaba en la posición de delantero.

## Carrera
Debutó en 1997 en el Marist FC. En el año 1999 viajó a Nueva Zelanda para jugar en el Nelson Suburbs, donde solo estuvo una temporada. El Sydney United australiano se interesó por el en el año 2000 y efectuó su compra, extendiéndole un contrato de 4 años. En 2004, cuando finalizó dicho contrato, pasó al St. George Saints. Al año siguiente regresó a Nueva Zelanda para jugar en la ASB Premiership del lado del YoungHeart Manawatu, debido a sus grandes actuaciones, en 2006 se incorporó al Waitakere United, logrando grandes éxitos con el club, como el de la Liga de Campeones de la OFC 2007, jugando también la Copa Mundial de Clubes de la FIFA 2007. En 2009 regresó a su país natal, las Islas Salomón para jugar en el Marist FC. Pero en 2010 viajó a Australia para ser parte del Bundaberg Spirit. En 2011 volvió a su país natal para jugar nuevamente en el Marist FC. Se retiró en 2014, año en el que asumió como entrenador del Western United. Falleció el 17 de noviembre de 2017, momento en que aún permanecía en el cargo de director técnico.

### Clubes
| Club                | País          | Año       |
| ------------------- | ------------- | --------- |
| Marist FC           | Islas Salomón | 1997-1999 |
| Nelson Suburbs      | Nueva Zelanda | 1999-2000 |
| Sydney United       | Australia     | 2000-2004 |
| St. George Saints   | Australia     | 2004-2005 |
| YoungHeart Manawatu | Nueva Zelanda | 2005-2006 |
| Waitakere United    | Nueva Zelanda | 2006-2009 |
| Marist FC           | Islas Salomón | 2009-2010 |
| Bundaberg Spirit    | Australia     | 2010-2011 |
| Marist FC           | Islas Salomón | 2011-2014 |

### Selección nacional
Jugó 37 partidos con las Islas Salomón y convirtió 34 goles. Disputó la 2002 y 2004 y los Juegos del Pacífico Sur 2003 y 2007.